# Liebensteiner Forst

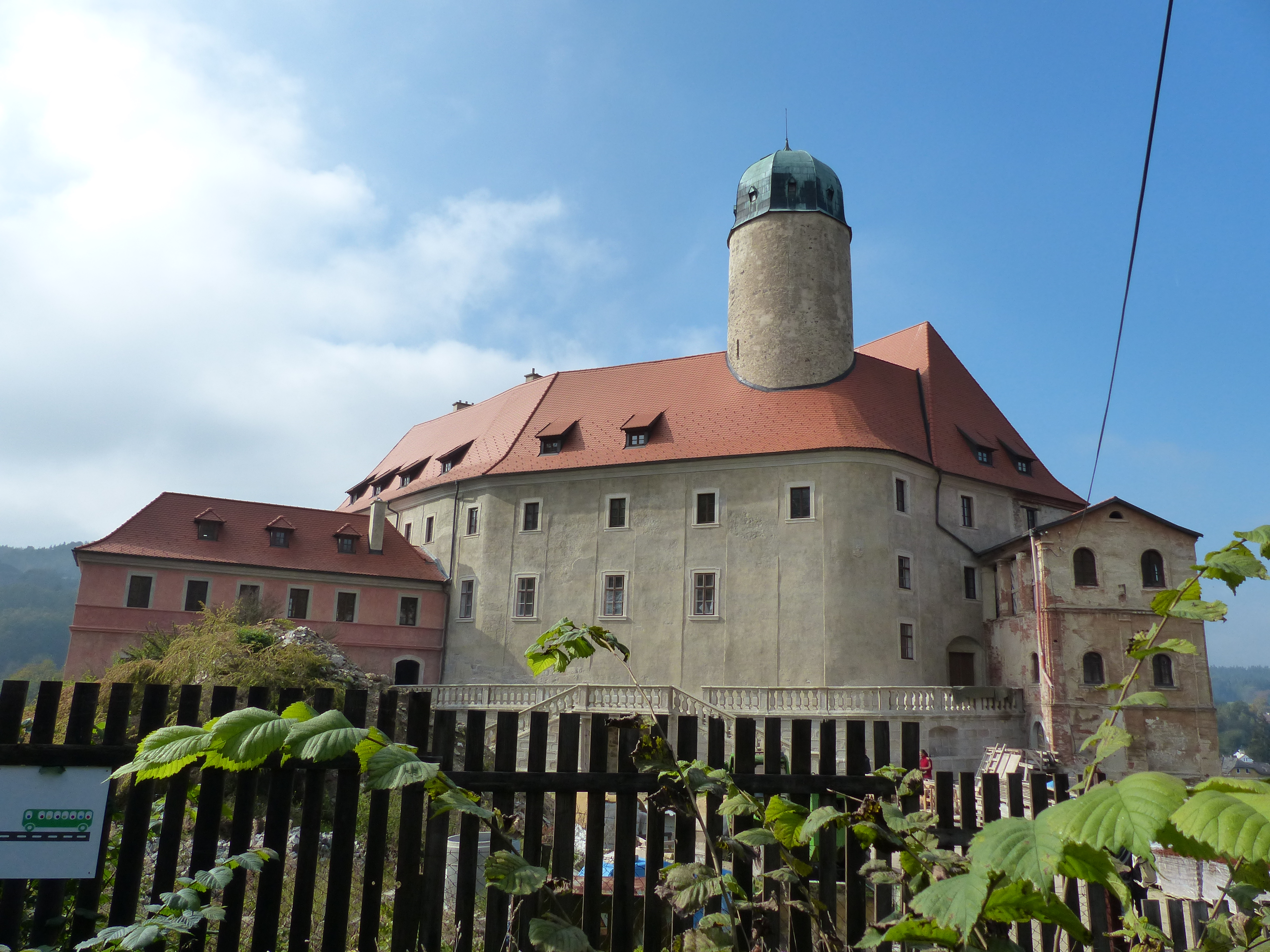
Das Schloss Libá im Jahr 2014

Der Liebensteiner Forst war ein nahezu vollständig mit Fichtenforsten bedeckter und flach gewellter Höhenzug in 500 bis 661 m ü. NHN im östlichen Fichtelgebirge.
Einst waren Eichichtwald, Liebensteiner Revier, Hirschfelder Revier, Gärberhau und Neuenbrand-Revier Abteilungen des Liebensteiner Forstes. Heute liegen diese ehemaligen Reviere auf tschechischem Hoheitsgebiet.
Nach der Neueinteilung in den 1960er- bis 1980er-Jahren durch die tschechoslowakischen Behörden wurden diese Abteilungen entsprechend umbezeichnet. Naturräumlich gehören Na Dobrošově, Libský les, Polenský les, Slatinný les und Novožďárský les heute zum Blatenská vrchovina (deutsch etwa: Plattenberger Hochland) im Hazlovská pahorkatina (deutsch etwa: Haslauer Hügelland), einer Untereinheit der etwas über das landläufig als Fichtelgebirge bezeichnete Gebiet hinausgehenden geomorphologischen Haupteinheit Smrčiny (deutsch: Fichtelgebirge) nach tschechischem System.

## Geographie
Der Liebensteiner Forst erstreckte sich im Norden von Mühlbach bei Selb entlang der heutigen Staatsgrenze zu Deutschland östlich des Selber Forstes nach Süden bis nordwestlich von Schirnding und reichte im Osten von Neuenbrand (heute: Nový Žďár) bis südöstlich von Liebenstein (heute: Libá).
Nördlich dieses Gebietes lag das Ascher Bergland (heute: Ašská vrchovina).

## Geologie
Geologisch besteht der Gebirgsstock im Wesentlichen aus Granit. Die Geschichte seiner Orogenese beginnt im Präkambrium vor etwa 750–800 Millionen Jahren – fast 20 % der Erdgeschichte deckt das Gebirge ab, was nur auf wenige der heute noch bestehenden Rumpfgebirge zutrifft. Der Gebirgsstock ist vielfach von Basaltkegeln durchsetzt.

## Berge
Höchster Berg im Liebensteiner Forst war der Kühbühl (heute: Sušárna) mit 661 m ü. NHN
- Weitere Berge siehe Selb-Wunsiedler Hochfläche.

## Ortschaften
Kleinere Orte wie Liebenstein (tschechisch: Libštejn, heute: Libá) und viele Weiler und Einöden lagen verstreut im Liebensteiner Forst.

## Gewässer
Die Bäche Mühlbach, Alting, Schladabach, Weiherbach und Großbach, sowie Weiherketten am östlichen und südlichen Rand des Forstes entwässerten den Liebensteiner Forst. Am Westrand des einstigen Liebensteiner Reviers, direkt auf der Grenze zu Bayern, befindet sich der Ladenbrunnen.

## Naturschutz
Die bedeutsame Landschaft hat heute viele hochwertige Lebensräume.

## Biotope
Das ehemalige Liebensteiner Revier gilt heute als Rückzugsgebiet für den Schwarzstorch und Revier für die Wiederausbreitung des Luchses.

## Geschichte
Der bis ins 19. Jahrhundert verwendete Name Waldsteiner Kette für die Nordwest- und Nordostflanke des Fichtelgebirges geriet in Vergessenheit und wird nicht mehr verwendet.

## Nachweise
1. 1 2  Heinrich Berghaus: Das Fichtelgebirge und der Frankenjura in: Deütschlands Höhen – Beiträge zur genauern Kenntniß derselben (1834), auf books.google.de
2. ↑  Geomorfologicka Československa
3. ↑  DEMEK J. a kol.: Zeměpisný lexikon ČSR – Hory a nížiny, Academia, Praha 1987 s. 222

## Karten
- Mapy Czech